# Jacek Moczadło
Jacek Moczadło (ur. 29 kwietnia 1971 w Lubawie) – polski muzyk rockowy, gitarzysta zespołu Kobranocka od 2004 roku.
Z zespołem nagrał płytę Sterowany jest ten świat. Potem został członkiem zespołu Kobranocka. Oficjalne przyjęcie do zespołu nastąpiło 4 grudnia 2005 roku.
Brał udział w projekcie Yugopolis. W 2007 roku zagrał tam w utworze: „W oczy patrzeć mi...”. W 2011 zagrał utworze „Morze Śródziemne (przepływa przeze mnie)” (Yugopolis 2).
W 2013 roku wziął udział w filmie „Kocham Cię jak Irlandię” w reżyserii Aleksandra Dembskiego (TVP1).

## Wybrana dyskografia
- 2006 Sterowany jest ten świat
- 2008 Kocham cię jak Irlandię. Przystanek Woodstock 2007 Kostrzyn nad Odrą (koncert na płycie DVD)
- 2010 SPOX!